# Artiom Tarasow

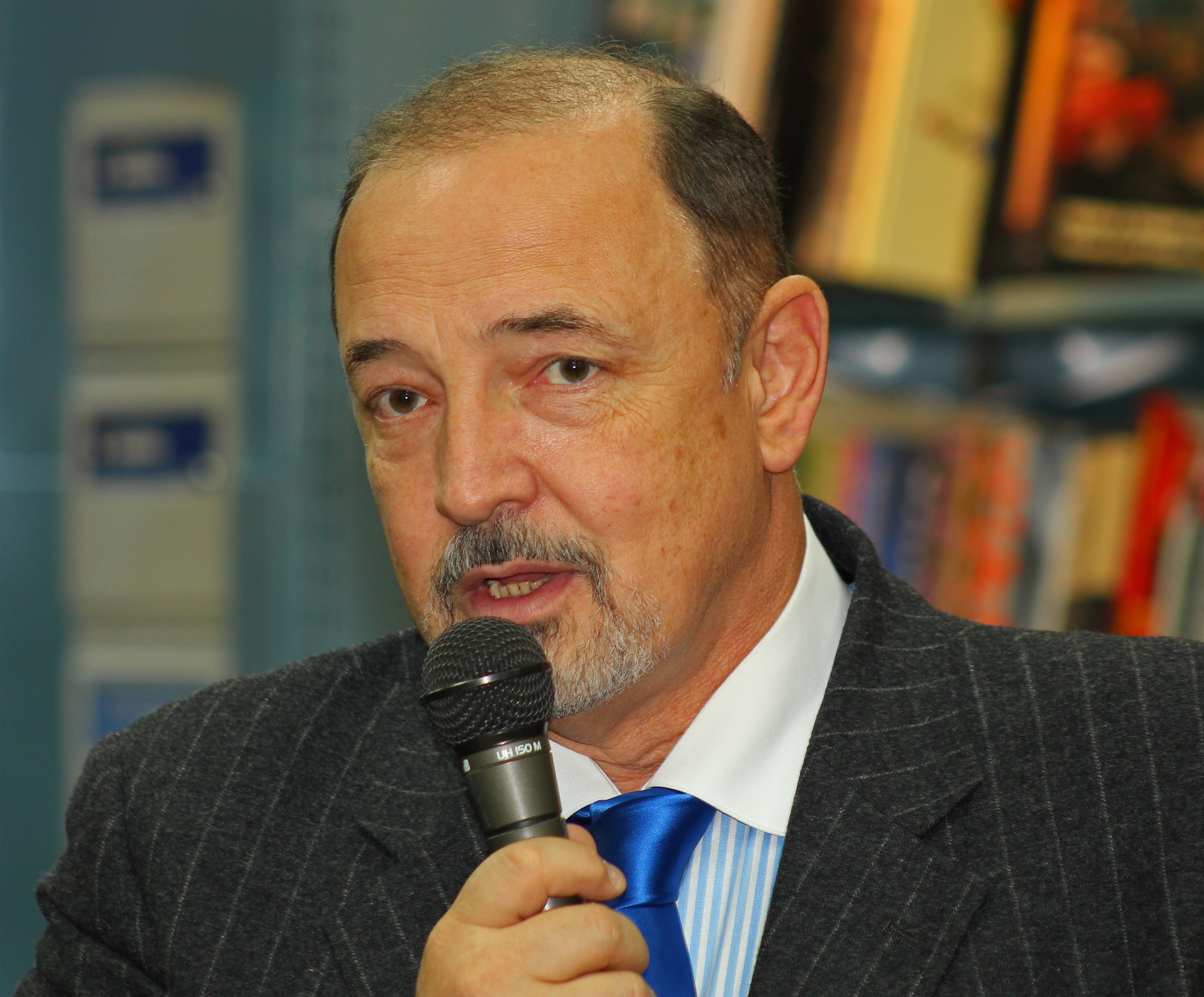
Artiom Tarasow (2011)

Artiom Michajłowicz Tarasow (ur. 4 lipca 1950 w Moskwie, zm. 22 lipca 2017) – radziecki i rosyjski przedsiębiorca i polityk. Pierwszy oficjalny milioner w Związku Radzieckim.
Był dyrektorem generalnym Stowarzyszenia Współpracy Gospodarczej z Zagranicą „Istok” oraz wiceprezydentem Rady Zjednoczeń Spółdzielczych ZSRR. Wybierano go na deputowanego ludowego Federacji Rosyjskiej i deputowanego Dumy Państwowej Federacji Rosyjskiej.
Pochowany na Cmentarzu Trojekurowskim w Moskwie.